# St. Vitus (Gevelsdorf)

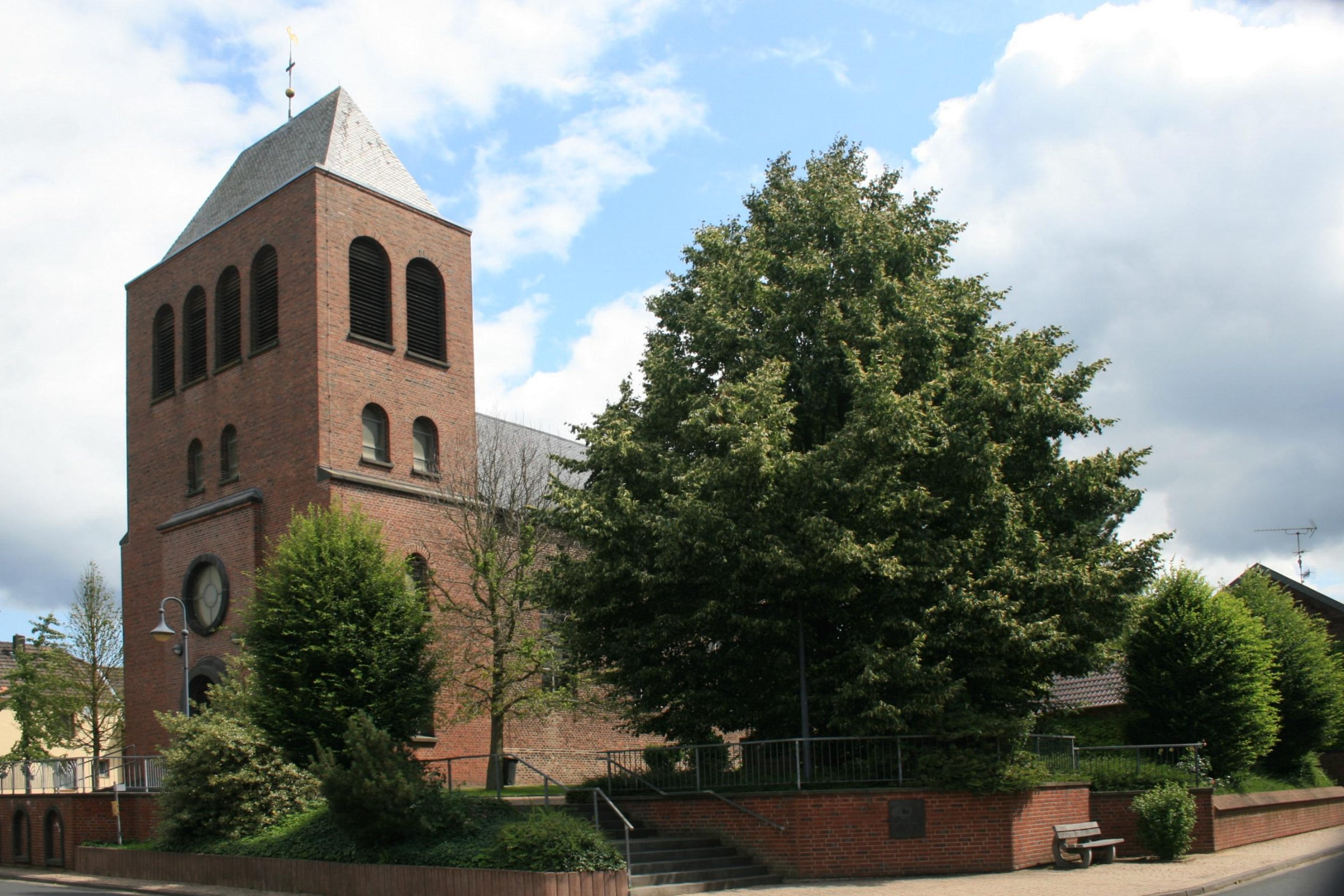
St. Vitus in Gevelsdorf

St. Vitus ist eine römisch-katholische Pfarrkirche in Gevelsdorf, einem Ortsteil der Gemeinde Titz im Kreis Düren in Nordrhein-Westfalen.
Die Kirche ist unter Nummer 18 in die Denkmalliste der Gemeinde Titz eingetragen und dem hl. Märtyrer Vitus gewidmet.
Zur Pfarre zählen neben Gevelsdorf auch Gut Burgfeld, Gut Dackweiler, Dackweilersiedlung, Gut Isenkroidt, Gut Karlshöhe und Gut Marienfeld.

## Geschichte
Gevelsdorf gehörte ursprünglich zur Pfarre Hasselsweiler. Seit wann hier genau ein Gotteshaus besteht, ist unbekannt. 1520 trat Vikar Heinrich Flocken seine Stelle an der Kapelle von Gevensdorf an, seit mindestens dieser Zeit existierte also schon ein Gotteshaus in Gevelsdorf. Im Jahr 1717 erhielt diese Kapelle einen neuen Glockenturm. 1819 wurde die alte Kapelle mit Ausnahme des Turmes abgerissen und daran zwischen 1819 und 1820 das heutige Kirchenschiff angebaut, das am 19. Juni 1820 geweiht wurde.
Selbstständige Pfarre wurde Gevelsdorf schließlich am 16. März 1837.
1906 wurde der barocke Kirchturm erhöht. Dieser Turm wurde am 20. Februar 1945 durch deutsche Truppen gesprengt, wodurch auch die restliche Kirche starke Schäden davontrug. Der Wiederaufbau erfolgte unter der Leitung des Leverkusener Architekten Kurt Kessler zwischen 1952 und 1953. Dabei wurde das Kirchenschiff instand gesetzt und ein völlig neuer Glockenturm erbaut.

## Baubeschreibung
St. Vitus ist eine vierachsige Saalkirche mit dreiseitig geschlossenem Chor im Osten und eingezogenem Glockenturm mit Walmdach im Westen.

## Ausstattung
In der Kirche befinden sich ein Kreuzweg, vermutlich um 1900 entstanden, und Kirchenbänke aus derselben Zeit. Der Chorraum weist eine moderne Gestaltung auf. Die Fenster der Kirche schuf der Hattinger Künstler Egon Stratmann in den 1980er Jahren. Des Weiteren sind noch Fenster eines unbekannten Künstlers aus den 1950er Jahren zu sehen.

## Pfarrer
Folgende Priester wirkten bislang als Pastor an St. Vitus:
| von – bis | Name                                |
| --------- | ----------------------------------- |
| 1917–1942 | Johann Kitz                         |
| 1942–1971 | Wilhelm Düster                      |
| 1972–1982 | Josef Heyers                        |
| 1983–1992 | Klaus Cremer                        |
| 1992–2020 | Wolf-Dieter Telorac                 |
| Seit 2020 | Norbert Glasmacher (Pfarrverwalter) |